# Patera de Ledoux
Ledoux Patera
Pour les articles homonymes, voir Ledoux.
La patera de Ledoux (désignation internationale : Ledoux Patera) est une patera située sur Vénus dans le quadrangle de Taussig. Elle a été nommée en référence à Jeanne-Philiberte Ledoux, peintre française (1767–1840).